# Масиэл, Леонел
Леонел Масиэл Антунеш (порт. Leonel Maciel Antunes; род. 2 июля 1982, Париж, Франция) — португальский футболист, защитник и капитан клуба «Лузитанс».

## Биография
Воспитанник команды «Жил Висенте». В 2001 году начал выступать за «Лимианос» в четвёртом дивизионе Португалии, клуб занял предпоследнее место в турнире и покинул его. В следующем сезоне команда заняла третье место в региональном чемпионате. Затем на том же уровне играл за «Форжайнш» из Браги и «Даркуэнсе» из Виану-ду-Каштелу.
В 2006 году перешёл в андоррский «Лузитанс», который состоит в основном из португальских игроков. Спустя два года стал игроком «Санта-Коломы». В июле 2008 года дебютировал в еврокубках, в двухматчевом противостоянии квалификации Лиги чемпионов против литовского «Каунаса». Итогом встречи стало поражение андоррцев (2:7). Летом 2009 года сыграл в двух играх квалификации Лиги Европы против швейцарского «Базеля» (1:7). В сентябре 2009 года в матче за Суперкубок Андорры «Санта-Колома» уступила «Сан-Жулии» со счётом (1:2). В сезоне 2009/10 вместе с командой стал чемпионом Андорры.
В 2010 году португалец вернулся в «Лузитанс». Летом 2010 года «Лузитанс» дебютировал в еврокубках, в двухматчевом противостоянии, в рамках первого квалификационного раунда Лиги Европы против македонского клуба «Работнички». По сумме двух встреч андоррцы уступили со счётом (0:11). Летом следующего года команда уступила первом квалификационном раунде Лиги Европы хорватскому «Вараждину» (1:6). 
В июле 2012 года принял участие в квалификации Лиги чемпионов, сыграв в двух играх против мальтийской «Валлетты» (поражение по сумме двух матчей 0:9). В сезоне 2012/13 вместе с командой во второй раз в истории клуба стал чемпионом Андорры. Летом 2013 года Леонел сыграл в квалификации Лиги чемпионов против фарерского ЭБ/Стреймур. Однако, это не помогло его команде, андоррцы уступили с общим счётом (3:7). Сезон 2013/14 «Лузитанс» завершил на четвёртом месте, а следующий розыгрыш Примера Дивизио завершился для его команды серебряными медалями, что позволило «Лузитансу» вернутся в еврокубки. В 2015 году португалец стал капитаном команды. Леонел Масиэл сыграл в двух матчах против английского «Вест Хэм Юнайтед» в рамках первого квалификационного раунда Лиги Европы. По итогам двухматчевого противостояния андоррцы уступили со счётом (0:4). В сезоне 2015/16 во второй раз подряд стал серебряным призёром чемпионата. Летом 2016 года вновь сыграл в квалификации Лиги Европы, на этот раз его команда уступила словенскому «Домжале» (2:5 по сумме двух встреч)..

## Достижения
«Санта-Колома»
- Чемпион Андорры (1): 2009/10

«Лузитанс»
- Чемпион Андорры (1): 2012/13
- Серебряный призёр чемпионата Андорры (1): 2014/15